# Catedral de San Macartan (Monaghan)
La Catedral de San Macartan o simplemente Catedral de Monaghan (en inglés: St Macartan's Cathedral) es la iglesia catedral de la diócesis de Clogher en Irlanda. Está consagrada a San Macartan de Clogher, santo al que se conmemora el 24 de marzo. Se encuentra ubicada en Latlurcan, Monaghan, en la parroquia eclesiástica de Monaghan y Rackwallace. Fue construida entre los años 1861 y 1893 y es la única catedral católica en el condado.
La catedral del obispo de Clogher fue trasladad a la ciudad de Monaghan en la mitad del siglo XIX. Los planes para la catedral los impulsó en 1858 el obispo Charles McNally. El sitio fue comprado en 1861. El arquitecto James Joseph McCarthy (1817-1882) diseñó la catedral en un estilo arquitectónico gótico del siglo XIV que fue comenzado en 1862. La mayoría de la piedra caliza usada proviene de una cantera local. El Arquitecto, William Hague, Jr. (1840-1899) de Cavan supervisó la construcción de la torre después de 1882, que alcanza unos 81 metros de altura. El Obispo James Donnelly, obispo de Clogher 1864-1893, supervisó la mayor parte del edificio y lo dedicó el 21 de agosto de 1892 para el servicio de Dios y San Macartan, patrón de la diócesis.